# 청주 구계서원
구계서원은 충청북도 청주시 서원구에 있다. 2015년 4월 17일 청주시의 향토유적 제76호로 지정되었다.

## 개요
1613년 서사원, 박지화, 이득윤, 이준경, 이당을 위패를 봉안하기 위해 세운 서원이다.